# Ростомашвили, Иван Павлович
Иван Павлович Ростомашвили (груз. ივანე პავლეს ძე როსტომაშვილი , 24 декабря 1852 года, село Курдгелаури, Телавский муниципалитет — 24 августа 1924 года, Тифлис) — грузинский педагог, журналист, писатель, энциклопедист.

## Биография
Начальное образование получил в Телави, затем окончил военное училище в Дедоплис-Цкаро. Однако быстро условия военной службы, явное преследование грузинского языка заставили его утратить стремление к военной карьере, и в 1870 году он поступил в Тифлисскую учительскую семинарию, которая затем была преобразована в Александровский учебный институт. Окончил институт в 1874 году и был направлен преподавателем в Саингило. Там начался для Ростомашвили трудный путь педагога.
Открыл бесплатные воскресные курсы для взрослых в Саингило и Телави. Описал исчезающие памятники Ахалкалаки и опубликовал этот материал сначала на русском, а затем на грузинском языке. Эти публикации получили высокую оценку Эквтиме Такаишвили и Моисея Джанашвили. Илья Чавчавадзе называл Ростомашвили «нашими пчелами».
Преподавал грузинский язык и литературу в школе Св. Нино. Активно публиковал статьи, очерки, археологические исследования, детские рассказы, стихи, сказки, в частности «Арифметические задания для государственных школ и родителей», «Хозяйственные товары и их пруденциальный уход», «Новые направления в медицинской науке», замечательный альбом «Завтра», «Грузинский календарь», «От чего умирают наши дети».
Составил и опубликовал ряд выдержек, переводов и работ выдающихся учёных и преподавателей Грузинской энциклопедии. Ивану Ростомашвили также принадлежат учебники по педагогике и психологии.
После революции 1917 года ахалкалакские граждане предложили ему возглавить вновь открывшуюся гимназию. Отработал директором три года. Затем некоторое время находился в Кахетии, после переехал в Тбилиси, где, несмотря на возраст, вёл активную общественную деятельность.
Похоронен в Дидубийском пантеоне писателей и общественных деятелей. Надгробие создано Яковом Николадзе.